# MSC Melody
MSC Melody es un crucero operado por MSC Cruceros. Fue construido en 1982 por el astillero CNIM en La Seyne-sur-Mer (Francia) para Home Lines, Atlántico. Entre 1988 y 1997 navegaba para Premier Cruise Line como StarShip Atlántico. En 1997 entró al servicio de MSC Cruceros como Melody, siendo renombrado posteriormente como MSC Melody en 2004. La nave tiene capacidad para 1.076 pasajeros en 532 camarotes. Su capacidad de tripulación es de aproximadamente 535.

## Ataque Pirata

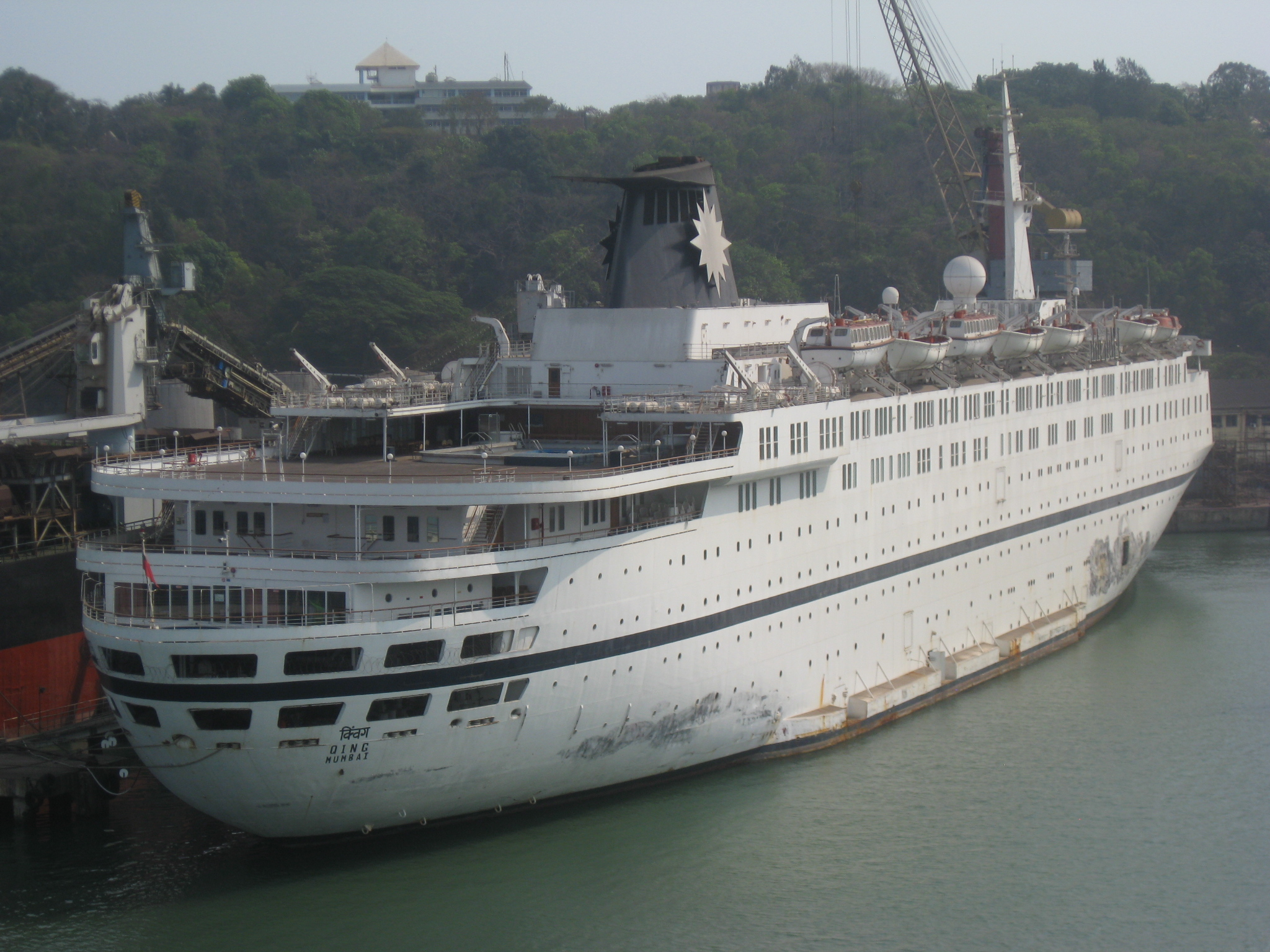
Qing en Goa durante su conversión a un barco de alojamiento en 2014.

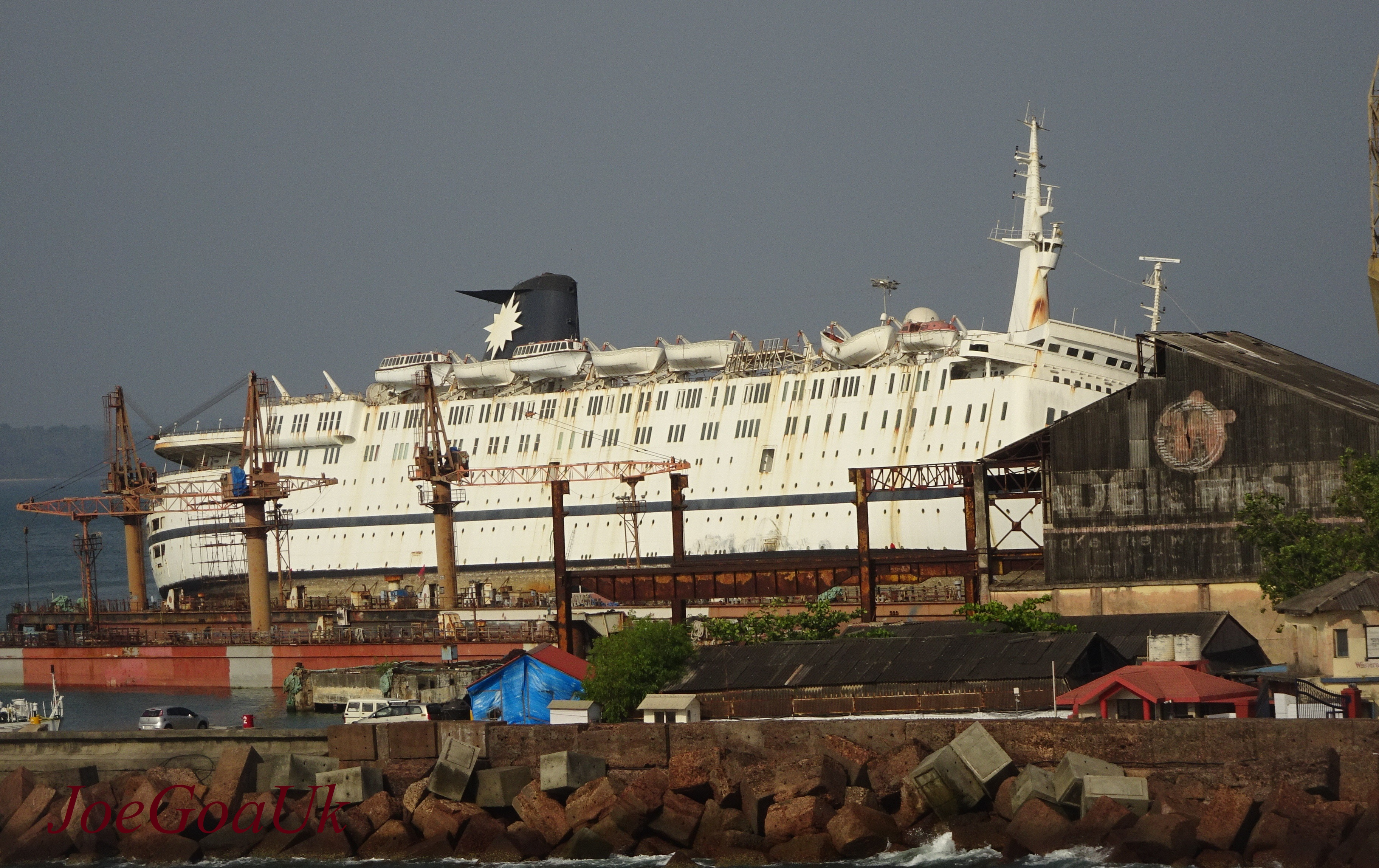
Qing en Mormugao in 2018

Durante un crucero de reposicionamiento desde Durban, Sudáfrica a Génova, Italia, con unos 1000 pasajeros y 500 tripulantes a bordo, el MSC Melody fue atacado por unos piratas somalíes el 25 de abril de 2009, cuando aproximadamente a unos 300 km de las Islas Seychelles en torno a las 23:25 hora local. Una lancha rápida con seis personas a bordo llamó al costado del buque, disparó contra el puente con un rifle automático y, posteriormente, los piratas intentaron abordar la nave. Informes de prensa indican que los pasajeros lucharon contra los piratas lanzando mesas y sillas de playa por la borda antes de que la tripulación de seguridad del buque pudo movilizarlos.
Posteriormente, una lancha israelí de seguridad privada intentó repeler a los piratas utilizando una manguera contra incendios, pero cuando esto falló, utilizaron las pistolas. Las pistolas tuvieron éxito, ya que forzó a los piratas a retirarse, aunque después de abordar la lancha, continuaron disparando a la nave durante otros diez minutos. Como medida de precaución, el MSC Melody modificó su recorrido original con el fin de eludir las aguas más infestadas de piratas.
Además, un buque militar español auxiliar, el Marqués de la Ensenada fue programado para proporcionar escolta al MSC Melody a través del Golfo de Adén, pero no llegó hasta el MSC Melody hasta la tarde después del ataque. Los piratas que atacaron el MSC Melody fueron perseguidos y finalmente capturados por la fragata española Numancia el 27 de abril de 2009. Los presuntos piratas fueron entregados a las autoridades de las Islas Seychelles.
MSC Cruceros anunció el 7 de enero de 2013 que el MSC Melody se había retirado con efecto inmediato, a pesar de estar programado para navegar en la temporada de verano.

En el mes de noviembre de 2013, el MSC Melody fue vendido a un precio no relevado a la empresa Sahara India Pariwar para convertirlo en un barco de alojamiento, el barco fue renombrado a Qing y fue trasladado a Goa.
El 26 de junio de 2016, El Qing fue parcialmente hundido, ya que su causa fue por fuerzas lluvias monzósas y el descuido del barco. Nadie estaba a bordo en el momento que el barco se hundió. En el mes de junio de 2018, el barco fue reflotado por una empresa de salvamento, el barco fue vendido poco después para demolición y desguace en Alang, India.